# Kang Man-gil
 (juillet 2021).
Si vous disposez d'ouvrages ou d'articles de référence ou si vous connaissez des sites web de qualité traitant du thème abordé ici, merci de compléter l'article en donnant les références utiles à sa vérifiabilité et en les liant à la section « Notes et références ».
Kang Man-gil (강만길), né le 25 octobre 1933 et mort le 23 juin 2023, est un historien sud-coréen. Il est avec Kim Yong-sŏp l'un des spécialistes de l'histoire économique du pays.